# Епархия Чунли-Сиваньцзы
 Епархия Чунли-Сиваньцзы  (лат. Dioecesis Sivanzeana) — архиепархия Римско-Католической церкви с центром в городе Чунли, Китай. Епархия Чунли-Сиваньцзы входит в митрополию Хух-Хото.

## История
28 августа 1840 года Римский папа Григорий XVI издал бреве Cum per similes, которым учредил Апостольский викариат Монголии, выделив его из апостольского викариата Ляотуна (сегодня — Архиепархия Шэньяна).
21 декабря 1883 года апостольский викариат Монголии передал часть своей территории трём новым апостольским викариатам: Юго-Западной Монголии, Внутренней Монголии и Восточной Монголии. В этот же день апостольский викариат Монголии был переименован в апостольский викариат Центральной Монголии.
14 марта 1922 года апостольский викариат Центральной Монголии передал часть своей территории миссии Sui iuris Внешней Монголии (сегодня — Апостольская префектура Улан-Батора) и был переименован в апостольский викариат Хахара.
3 декабря 1924 года апостольский викариат Хахара был переименован в апостольский викариат Сиваньцзы.
8 февраля 1929 года апостольский викариат Сиваньцзы передал часть своей территории новому апостольскому викариату Цзинина (сегодня — Епархия Цзинина).
11 апреля 1946 года Римский папа Пий XII издал буллу Quotidie Nos, которой преобразовал апостольский викариат Сиваньцзы в епархию Чунли-Сиваньцзы.
С 2002 года епархией Чунли-Сиваньцзы подпольно управлял вспомогательный епископ Лев Яо Лян. За отказ присоединяться к Католической Патриотической Ассоциации он неоднократно подвергался арестам и тюремному заключению.

## Ординарии епархии
- епископ Joseph-Martial Mouly (23.08.1840 — 28.04.1846);
- епископ Florent Daguin (17.07.1857 — 9.05.1859);
- епископ Jacques Bax (22.10.1874 — 4.01.1895);
- епископ Girolamo Van Aertselaer (1.05.1898 — 12.01.1924);
- епископ Everardo Ter Laak (12.01.1924 — 5.05.1931);
- епископ Leone Giovanni M. De Smedt (14.12.1931 — 24.11.1951);
- епископ Melchior Chang K’o-hing (Zhang Ke-xing) (24.11.1951 — 6.11.1988);
  - Sede vacante (с 6.11.1988 года — по настоящее время).

## Источник
- Annuario Pontificio, Libreria Editrice Vaticana, Città del Vaticano, 2003, ISBN 88-209-7422-3